# Романівка (Томашівський повіт)
Романівка (пол. Romanówka) — село в Польщі, у гміні Криниці Томашівського повіту Люблінського воєводства.
Населення — 89 осіб (2011).
Розташоване на Закерзонні (в історичному Надсянні).
У 1975—1998 роках село належало до Замойського воєводства.

## Демографія
Демографічна структура станом на 31 березня 2011 року:
|          | Загалом | Допрацездатний вік | Працездатний вік | Постпрацездатний вік |
| -------- | ------- | ------------------ | ---------------- | -------------------- |
| Чоловіки | 40      | 10                 | 22               | 8                    |
| Жінки    | 49      | 12                 | 24               | 13                   |
| Разом    | 89      | 22                 | 46               | 21                   |